# Генерсдорф (Ајфел)
Генерсдорф (њем. Gönnersdorf) општина је у њемачкој савезној држави Рајна-Палатинат. Једно је од 109 општинских средишта округа Вулканајфел. Према процјени из 2010. у општини је живјело 542 становника. Посједује регионалну шифру (AGS) 7233028.

## Географски и демографски подаци
Генерсдорф се налази у савезној држави Рајна-Палатинат у округу Вулканајфел. Општина се налази на надморској висини од 455 метара. Површина општине износи 5,2 km². У самом мјесту је, према процјени из 2010. године, живјело 542 становника. Просјечна густина становништва износи 105 становника/km².